# براندون بروكس (لاعب كرة الماء)
براندون بروكس (بالإنجليزية: Brandon Brooks)‏ هو لاعب كرة الماء أمريكي، ولد في 29 أبريل 1981 في روك أيلاند في الولايات المتحدة.

## وصلات خارجية
- براندون بروكس على موقع الاتحاد الدولي للسباحة (الإنجليزية)
- براندون بروكس على موقع اللجنة الأولمبية الدولية (الإنجليزية)
- براندون بروكس على موقع أوليمبيديا (الإنجليزية)
- براندون بروكس على موقع اللجنة الأولمبية والبارالمبية الأمريكية (الإنجليزية)
- براندون بروكس على موقع قاعة هاواي للمشاهير الرياضية (مؤرشف) (الإنجليزية)